# Abandonada (telenovela)
Abandonada es una telenovela mexicana  dirigida por Rafael Banquells y  producida por Alfredo Saldaña para la cadena Televisa. Fue emitida por El Canal de las Estrellas del 15 de abril al 27 de septiembre de 1985. Está basada en la radionovela La mesera, historia original de la cubana Inés Rodena y adaptada por Carlos Romero. Fue protagonizada por María Sorté y José Alonso, con las actuaciones antagónicas de María Rubio y Miguel Ángel Ferriz.

## Argumento
Daniela es una humilde joven que se enamora de Mario Alberto, un joven adinerado. Carolina, la madre de Mario Alberto se opone terminantemente a la relación. Mario Alberto corteja a Daniela y la deja embarazada para después abandonarla a su suerte. Destrozada, Daniela se cree incapacitada para criar a su hijo sola, pero Ernesto, un bondadoso hombre le tenderá la mano y terminará enamorándose de ella. Sin embargo, después de la muerte de su hijo, la rencorosa Carolina, culpando a Daniela de la desgracia de su hijo, buscará vengarse de ella y destruirla como sea.

## Elenco
- María Sorté - Daniela
- José Alonso - Ernesto
- María Rubio - Carolina
- Miguel Ángel Ferriz - Mario Alberto
- Oscar Servin - Joaquín
- Lupita Pallás - Cupertina
- Julio Monterde - Alberto
- Alejandra Ávalos - Alicia
- Mónica Miguel - Luisa
- Ariadna Welter - Lucrecia
- Ricardo Cervantes - Enrique
- Pedro Infante Jr. - Omar
- Yolanda Ciani - Marcia
- Antonio de Hud - Julián
- Gloria Silva - Blanca
- Antonio Henaine - Dionisio
- Antonio Brillas - Martínez
- Lili Inclán - Josefita
- Justo Martínez González - Eleuterio
- Ana María Aguirre - Mariana
- Mariana Maesse - China
- Melba Luna - Dominga
- Rocío Sobrado - Milagros
- Edith Kleiman - Doctora
- Marypaz Banquells - Margarita
- Armando Báez - Peña
- Yamil Atala - Chemo
- Diana Xochitl - Julia
- Alfonso Barclay - Elpidio
- Luz Elena Silva - Regina
- Olivia Chavira - Bernarda
- Imperio Vargas - Patricia
- Norma Iturbe - Carmela
- Romy Mendoza - Nelly
- Ana Gloria Blanch - Vecina

## Equipo de producción
- Historia original de: Inés Rodena
- Adaptación en televisión: Tere Medina
- Tema original: Abandonada
- Autora: Amparo Rubín
- Música original: Amparo Rubín
- Dirección de cámaras: Antonio Acevedo
- Dirección: Rafael Banquells
- Productor: Alfredo Saldaña

## Versiones
- Abandonada tuvo una nueva versión en 2001 en formato de miniserie, Mujer bonita producida por Ignacio Sada Madero para Televisa y protagonizada por Adriana Fonseca y René Strickler.